# Team Spirit
Team Spirit — міжнародна кіберспортивна організація, яка офіційно базується в Сербії. Заснована 2015 року.
2021 року компанія змінила логотип, спонсором став Nike.

## Dota 2
Найбільших успіхів досяг склад команди з Dota 2, який було зібрано в грудні 2020 року. В жовтні 2021 року несподівано для всієї кіберспортивної спільноти команда-аутсайдер виграла чемпіонат світу The International. В серпні 2022 року колектив виграв мейджор-турнір від Valve в Арлінгтоні. В жовтні 2023 Team Spirit вдруге виграли чемпіонат світу The International за свою кар'єру. 
|         | Нік          | Ім'я                |
| ------- | ------------ | ------------------- |
| Україна | mikaeloq     | Соломка Егор        |
| Росія   | senbonzakura | Дмитрий Якубенко    |
| Росія   | juankedd     | Иван Миненко        |
| Україна | arata        | Олександр Борисенко |
| Росія   | bloodyface   | Максам Шумко        |

## PlayerUnknown's Battlegrounds
23 грудня 2017 року організація відкрила підрозділ в дисципліні PlayerUnknown's Battlegrounds. 1 листопада 2019 року підрозділ закрито .

### Колишні гравці
31.01.2019 Максим «Wycc» Козлов пішов на роль тренера, а Дмитро «BeastQT» Локоть — виключений з організації.
|         | Нік     | Ім'я          | Увійшов    | Покинув    |
| ------- | ------- | ------------- | ---------- | ---------- |
| Україна | BeastQT | Дмитро Локоть | 23.12.2017 | 31.01.2019 |
| Росія   | Wycc    | Максим Козлов | 23.12.2017 | 31.01.2019 |

## Counter-Strike 2
9 червня 2016 року організація підписала контракти з гравцями Team Phenomenon, які вже кілька разів до цього виступали на кваліфікаціях до мажору.
3 березня 2019 року відбулися зміни в складі Team Spirit, і до команди приєдналися Артем «iDISBALANCE» Єгоров і Леонід «chopper» Вишняков.
9 вересня 2019 року зі складу прибрали Павла «COLDYY1» Векленко та Дмитра «SotF1k» Форостянка. На їх заміну прийшли Микола «mir» Бітюков з Gambit Esports і 17-ти річний Борис «magixx» Воробйов з команди ESPADA.

### Поточний склад
|         | Нік     | Ім'я              | Роль    |
| ------- | ------- | ----------------- | ------- |
| Росія   | chopper | Леонід Вишняков   | Кеп     |
| Росія   | sh1ro   | Дмитро Соколов    | Снайпер |
| Україна | zont1x  | Мирослав Плахотя  | Стрілок |
| Росія   | donk    | Данило Кришковець | Стрілок |
| Росія   | zweih   | Іван Годін        | Стрілок |
| Росія   | hally   | Сергій Шаваев     | Тренер  |

### Колишні гравці
|         | Нік                 | Ім'я              | Увійшов    | Покинув    |
| ------- | ------------------- | ----------------- | ---------- | ---------- |
| Україна | sdy                 | Віктор Оруджев    | 12.11.2017 | 11.11.2021 |
| Росія   | tonyblack (kibaken) | Антон Колесников  | 09.06.2016 | 30.03.2017 |
| Україна | arch                | Владислав Свистов | 23.10.2017 | 08.01.2018 |
| Росія   | Fuze                | Пилип Копилов     | 19.11.2020 | 26.11.2020 |
| Росія   | S0tF1k              | Дмитро Форостянко | 09.06.2016 | 18.08.2019 |
| Україна | COLDYY1             | Павло Векленко    | 09.06.2016 | 26.09.2019 |
| Росія   | Dima                | Дмитро Бандуркін  | 09.06.2016 | 26.02.2019 |
| Росія   | iDISBALANCE         | Артем Єгоров      | 03.03.2019 | 21.01.2021 |
| Україна | w0nderful           | Ігор Жданов       | 21.06.2022 | 09.07.2023 |

## Hearthstone

### Поточний склад
|       | Нік        | Ім'я              | Увійшов    |
| ----- | ---------- | ----------------- | ---------- |
| Росія | Silvername | Владислав Синотов | 06.10.2016 |

### Колишні гравці
|         | Нік         | Ім'я              | Увійшов    | Покинув    |
| ------- | ----------- | ----------------- | ---------- | ---------- |
| Росія   | ShtanUdachi | Олексій Барсуков  | 06.10.2016 | 03.10.2018 |
| Росія   | Iner        | Олексій Бакуменко | 06.10.2016 | 03.10.2018 |
| Україна | NickChipper | Микола Величко    | 06.10.2016 | 03.10.2018 |